# David Wheaton
Pour les articles homonymes, voir Wheaton.
David Wheaton, né le 2 juin 1969 à Minneapolis, est un joueur de tennis américain, professionnel de 1988 à 2001.

## Carrière
Durant sa carrière, il a remporté 3 tournois en simple et 3 en double. Il a atteint la 12e place mondiale en simple en juillet 1991.
Après avoir remporté l'US Open junior en 1987, il passe professionnel en 1988.
La saison 1991 est sa meilleure année : il remporte notamment la Coupe du Grand Chelem à Munich en battant en finale Michael Chang sur le score de 7-5, 6-2, 6-4. Cette même année, il parvient en demi-finale du tournoi de Wimbledon où il est battu par l'Allemand Boris Becker, après avoir éliminé en quart de finale son compatriote Andre Agassi. Toujours en 1991, il atteint la finale du Masters de Miami et aussi celle du tournoi du Queen's.
Bon joueur de double, il atteint la finale de l'US Open en 1990 et de l'Open d'Australie en 1991. Avec Paul Annacone, il remporte le Masters 1000 du Canada en 1990.
Par la suite, il est victime de plusieurs blessures qui le maintiennent éloigné des courts de tennis. N'ayant jamais réussi à retrouver son meilleur niveau, il décide de mettre un terme à sa carrière professionnelle en 2001.

## Parcours dans les tournois duGrand Chelem

### En simple
| Année | Open d'Australie | Open d'Australie | Internationaux de France | Internationaux de France | Wimbledon       | Wimbledon    | US Open         | US Open        |
| ----- | ---------------- | ---------------- | ------------------------ | ------------------------ | --------------- | ------------ | --------------- | -------------- |
| 1987  | —                | —                | —                        | —                        | —               | —            | 1er tour (1/64) | T. Witsken     |
| 1988  | —                | —                | —                        | —                        | —               | —            | —               | —              |
| 1989  | 1er tour (1/64)  | P. Kühnen        | 2e tour (1/32)           | C. Pistolesi             | 1er tour (1/64) | J. Svensson  | 2e tour (1/32)  | M. Jaite       |
| 1990  | 1/4 de finale    | S. Edberg        | 1er tour (1/64)          | M. Šrejber               | 1/8 de finale   | B. Gilbert   | 1/4 de finale   | J. McEnroe     |
| 1991  | 1er tour (1/64)  | B. Gilbert       | 1er tour (1/64)          | H. Skoff                 | 1/2 finale      | Bo. Becker   | 1/8 de finale   | P. Sampras     |
| 1992  | 1/8 de finale    | W. Ferreira      | 2e tour (1/32)           | M. Larsson               | 3e tour (1/16)  | J. McEnroe   | 3e tour (1/16)  | G. Forget      |
| 1993  | 3e tour (1/16)   | K. Jones         | 1er tour (1/64)          | M.-K. Goellner           | 1/8 de finale   | T. Martin    | 1er tour (1/64) | P. Haarhuis    |
| 1994  | —                | —                | 2e tour (1/32)           | J. Eltingh               | 1er tour (1/64) | Bo. Becker   | 1er tour (1/64) | R. Fromberg    |
| 1995  | 1/8 de finale    | A. Medvedev      | 3e tour (1/16)           | I. Kafelnikov            | 3e tour (1/16)  | A. Agassi    | 2e tour (1/32)  | M. Tebbutt     |
| 1996  | 2e tour (1/32)   | H. Gumy          | 2e tour (1/32)           | G. Ivanišević            | 3e tour (1/16)  | A. Rădulescu | 1/8 de finale   | A. Agassi      |
| 1997  | —                | —                | —                        | —                        | —               | —            | 1er tour (1/64) | G. Rusedski    |
| 1998  | 2e tour (1/32)   | N. Kiefer        | —                        | —                        | 1er tour (1/64) | N. Escudé    | 1er tour (1/64) | A. Di Pasquale |

N.B. : à droite du résultat se trouve le nom de l'ultime adversaire.

### En double
| Année | Open d'Australie              | Open d'Australie           | Internationaux de France    | Internationaux de France   | Wimbledon                  | Wimbledon                    | US Open                      | US Open                     |
| ----- | ----------------------------- | -------------------------- | --------------------------- | -------------------------- | -------------------------- | ---------------------------- | ---------------------------- | --------------------------- |
| 1987  | —                             | —                          | —                           | —                          | —                          | —                            | 1er tour (1/32) J. Tarango   | S. Edberg A. Järryd         |
| 1988  | —                             | —                          | —                           | —                          | —                          | —                            | —                            | —                           |
| 1989  | 1er tour (1/32) H. de la Peña | J. McEnroe M. Woodforde    | —                           | —                          | —                          | —                            | 1/4 de finale L. Jensen      | P. Annacone C. van Rensburg |
| 1990  | 2e tour (1/16) L. Jensen      | D. Cahill M. Kratzmann     | 1er tour (1/32) J. Sánchez  | P. Aldrich D. Visser       | 2e tour (1/16) T. Pawsat   | J. Stoltenberg T. Woodbridge | Finale P. Annacone           | P. Aldrich D. Visser        |
| 1991  | Finale P. McEnroe             | S. Davis D. Pate           | 2e tour (1/16) R. Reneberg  | P. Haarhuis M. Koevermans  | —                          | —                            | —                            | —                           |
| 1992  | —                             | —                          | 2e tour (1/16) J. Palmer    | T. Woodbridge M. Woodforde | —                          | —                            | 1er tour (1/32) J. Palmer    | P. McEnroe J. Stark         |
| 1993  | 1er tour (1/32) B. Black      | B. Pearce B. Talbot        | 1er tour (1/32) R. Reneberg | G. Ivanišević H. Leconte   | 2e tour (1/16) R. Reneberg | H. J. Davids P. Norval       | 2e tour (1/16) P. Annacone   | T. Woodbridge M. Woodforde  |
| 1994  | —                             | —                          | —                           | —                          | —                          | —                            | 1er tour (1/32) K. Kinnear   | D. Johnson K. Thorne        |
| 1995  | 1er tour (1/32) K. Kinnear    | J. Eltingh P. Haarhuis     | 1/2 finale J. Hlasek        | N. Kulti M. Larsson        | —                          | —                            | 2e tour (1/16) J. Hlasek     | T. Woodbridge M. Woodforde  |
| 1996  | 1er tour (1/32) W. Black      | C. Suk D. Vacek            | 1er tour (1/32) K. Flach    | L. Bale S. Noteboom        | 1er tour (1/32) K. Flach   | M. Philippoussis P. Rafter   | 1/8 de finale D. Flach       | T. Kronemann D. Macpherson  |
| 1997  | —                             | —                          | —                           | —                          | —                          | —                            | —                            | —                           |
| 1998  | 1/2 finale D. Macpherson      | T. Woodbridge M. Woodforde | —                           | —                          | —                          | —                            | 2e tour (1/16) D. Macpherson | B. Coupe D. Randall         |

N.B. : le nom du ou de la partenaire se trouve sous le résultat ; le nom des ultimes adversaires se trouve à droite.

## Parcours dans lesMasters 1000
| Année | Indian Wells            | Miami                   | Monte-Carlo             | Rome               | Hambourg | Canada                  | Cincinnati                 | Stockholm puis Essen puis Stuttgart | Paris                       |
| ----- | ----------------------- | ----------------------- | ----------------------- | ------------------ | -------- | ----------------------- | -------------------------- | ----------------------------------- | --------------------------- |
| 1990  | —                       | —                       | —                       | 1er tour L. Mattar | —        | 1/8 de finale M. Chang  | 2e tour B. Gilbert         | 1/4 de finale P. Sampras            | 1er tour M. Gustafsson      |
| 1991  | 1er tour M. Jaite       | Finale J. Courier       | —                       | —                  | —        | —                       | 1/8 de finale A. Cherkasov | 2e tour D. Engel                    | 2e tour N. Kulti            |
| 1992  | 2e tour F. Clavet       | 2e tour M. Zoecke       | —                       | —                  | —        | 1er tour J. Stoltenberg | 1/4 de finale I. Lendl     | 2e tour G. Ivanišević               | 1/4 de finale G. Ivanišević |
| 1993  | 2e tour J. Courier      | 1er tour J. Stoltenberg | —                       | —                  | —        | 2e tour B. Steven       | 1er tour J. Stoltenberg    | 2e tour J. Courier                  | 2e tour P. Sampras          |
| 1994  | —                       | 3e tour P. Sampras      | —                       | —                  | —        | 1/8 de finale A. Agassi | 1/2 finale M. Chang        | 2e tour T. Martin                   | 2e tour M. Chang            |
| 1995  | 1/8 de finale T. Martin | 3e tour T. Enqvist      | 1/4 de finale T. Muster | —                  | —        | 1er tour B. Steven      | 2e tour T. Enqvist         | 1er tour T. Martin                  | 2e tour J. Siemerink        |
| 1996  | —                       | —                       | —                       | —                  | —        | —                       | —                          | —                                   | —                           |
| 1997  | —                       | —                       | —                       | —                  | —        | —                       | 2e tour P. Rafter          | —                                   | —                           |
| 1998  | —                       | 1er tour C. Costa       | —                       | —                  | —        | —                       | —                          | —                                   | —                           |
| 1999  | —                       | —                       | —                       | —                  | —        | —                       | —                          | —                                   | —                           |
| 2000  | —                       | —                       | —                       | —                  | —        | 1er tour S. Larose      | —                          | —                                   | —                           |

N.B. : sous le résultat se trouve le nom de l’ultime adversaire.